# Jewgienij Fiodorow (hokeista)
Jewgienij Jurjewicz Fiodorow, ros. Евгений Юрьевич Фёдоров (ur. 11 listopada 1980 w Niżnym Tagile) – rosyjski hokeista.
Jego ojciec Jurij (ur. 1958) także był hokeistą.

## Kariera zawodnicza
- SKA Jekaterynburg (1996/1997)
- Krylja Sowietow 2 Moskwa (1996/1997, 1997/1998)
- Krylja Sowietow Moskwa (1997-1999)
- Mołot-Prikamje Perm (1999-2001)
- Ak Bars Kazań (2001-2005)
- Dinamo Moskwa (2005-2007)
- Mietałłurg Magnitogorsk (2007-2009)
- HK MWD Bałaszycha (2009-2010)
- Spartak Moskwa (2010-2011)
- Jugra Chanty-Mansyjsk (2011-2012)
- Sibir Nowosybirsk (2012-2013)
- Awtomobilist Jekaterynburg (2013-2014)
- Sputnik Niżny Tagił (2014-2015)
- Torpedo Ust-Kamienogorsk (2015-2016)
- Edinburgh Capitals (2016-2017)

Wychowanek Krylji Sowietow Moskwa. Od września 2013 zawodnik Awtomobilistu Jekaterynburg, związany rocznym kontraktem. Od lipca 2016 zawodnik Edinburgh Capitals.

## Kariera trenerska
- Buran Woroneż (2017-2018), główny trener
- Jugra Chanty-Mansyjsk (2018-2020), trener w sztabie
- SKA-Niewa (2020-2022), trener w sztabie
- Omskie Krylja (2022-2023), główny trener
- Mietałłurg Nowokuźnieck (2023-), asystent trenera

Pod koniec sierpnia 2017 został głównym trenerem Burana Woroneż. We wrześniu 2018 wszedł do sztabu trenerskiego Jugry Chanty-Mansyjsk. 17 listopada 2020 ogłoszono jego odejście z pracy w Jugrze. Następnego dnia poinformowano, że wszedł do sztabu trenerskiego zespołu SKA-Niewa, obejmując obowiązki pracy z napastnikami.
Od maja 2022 do maja 2023 był głównym trenerem zespołu Omskie Krylja w WHL. W maju 2023 został asystentem w sztabie Mietałłurga Nowokuźnieck.

## Sukcesy
Reprezentacyjne
- Srebrny medal mistrzostw świata juniorów do lat 20: 2000

Klubowe
- Srebrny medal mistrzostw Rosji: 2002 z Ak Barsem Kazań, 2010 z MWD Bałaszycha
- Brązowy medal mistrzostw Rosji: 2004 z Ak Barsem Kazań, 2008, 2009 z Mietałłurgiem Magnitogorsk
- Puchar Mistrzów: 2008 z Mietałłurgiem Magnitogorsk